# Shimizu (Hokkaido)
Shimizu (jap. 清水町 Shimizu-chō) – miasto w Japonii, w prefekturze Hokkaido, w podprefekturze Tokachi. Według danych na rok 2020 miejscowość zamieszkiwało 9 094 mieszkańców , a gęstość zaludnienia wyniosła 22,6 os./km².